# Thacher Island
Thacher Island ist eine knapp einen Kilometer östlich von Cape Ann gelegene Insel im Bundesstaat Massachusetts der Vereinigten Staaten, die zum Stadtgebiet von Rockport gehört. Bei der im Flachwasser gelegenen Insel sanken insbesondere im 17. und 18. Jahrhundert viele Schiffe, bis 1771 die Cape Ann Light Station errichtet wurde. Die Insel spielte im Sezessionskrieg eine Rolle und diente 1967 Joseph Barboza als Versteck im Rahmen des Zeugenschutzprogramms. Im Norden der Insel befindet sich das Thacher Island National Wildlife Refuge.